# Yassıveren, Karataş
Yassıveren là một xã thuộc huyện Karataş, tỉnh Adana, Thổ Nhĩ Kỳ.